# پل زنجیر (بوداپست)
پل زنجیر سِچِنْیی (مجاری: Széchenyi lánchíd) پلی معلق بر رود دانوب بین بودا و پشت، دو سوی غربی و شرقیِ بوداپست، پایتخت مجارستان است. پل زنجیر یکی از شگفتی‌های مهندسی مدرن زمان خود و نماد پیشرفت، بیداری ملی و ارتباط میان شرق و غرب محسوب می‌شد. طراح پل ویلیام تیرنی کلارک، مهندس انگلیسی و سازنده آن آدام کلارک، مهندس اسکاتلندی بود و اولین پل دائمی بر روی رود دانوب در مجارستان است که در سال ۱۸۴۹ به بهره‌برداری رسید. نام ایشتوان سچنیی، یکی از حامیان اصلی ساخت بر روی پل گذاشته شده، اما بیشتر به عنوان پل زنجیر شناخته می‌شود.

دو طرف پل از پشت به میدان سچنیی (سابق روزولت) که ساختمان‌های فرهنگستان علوم و قصر گرشام در آن قرار دارند و از بودا به میدان کلارک آدام روبروی قطار کابلی قلعه بودا منتهی می‌شود. 

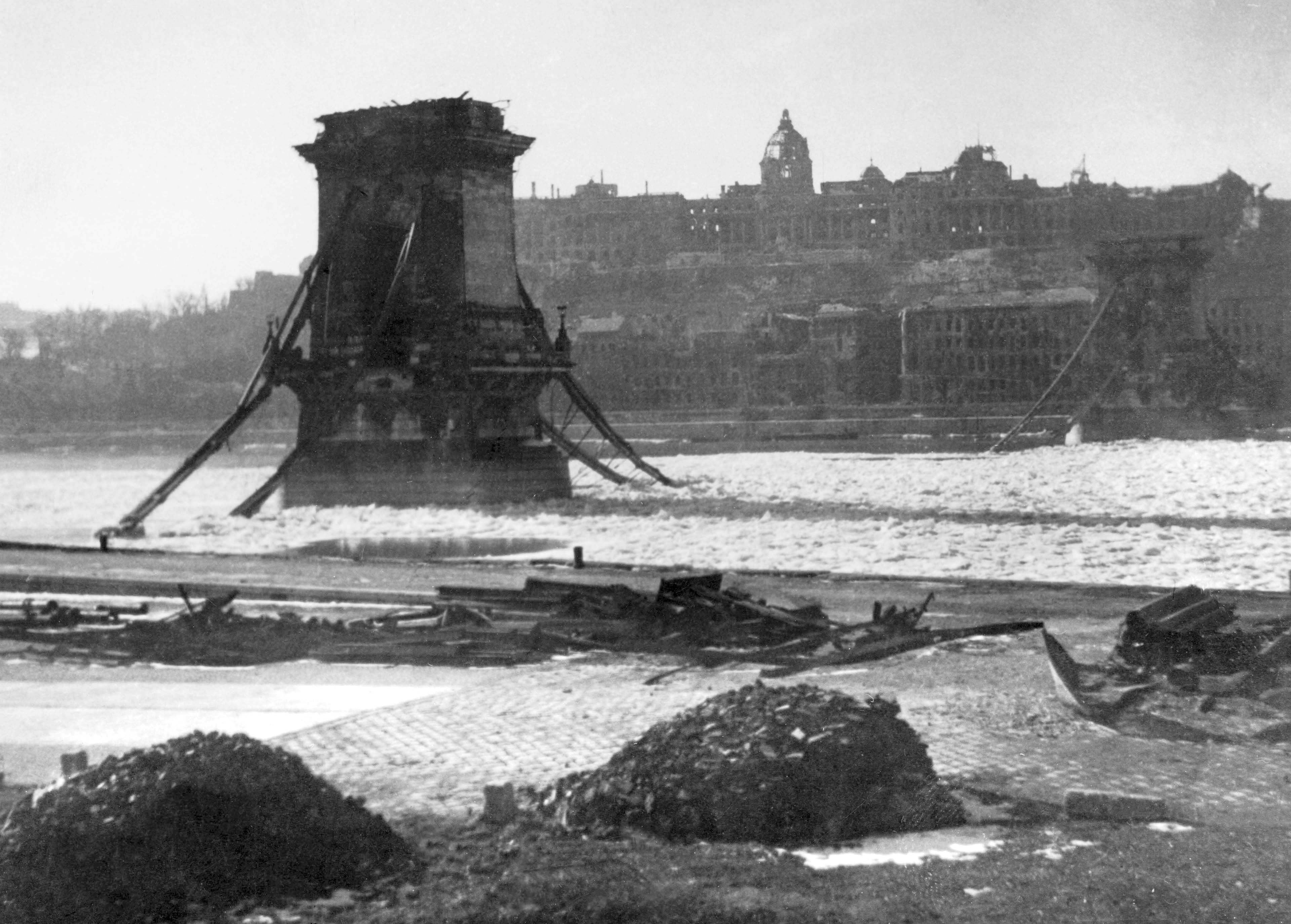
ویرانه‌های پل زنجیر و قلعه بودا در پس از جنگ جهانی دوم (۱۹۴۶)

## تاریخچه
در سال ۱۸۹۸ نام پل به افتخار ایشتوان سِچِنْیی یکی از اصلی‌ترین حامیان ساخت آن پل زنجیر سچنیی نامیده شد. با تزئینات چدنی‌اش در زمان ساخت، به عنوان یکی از شگفتی‌های مهندسی معاصر زمانه یاد می‌شد و نقش بسزایی در فرایند اقتصادی، اجتماعی و فرهنگی کشور داشته و از این بابت با پل بروکلین نیویورک در ایالات متحده آمریکا قابل مقایسه است.
آلمانها هنگام عقب‌نشینی در زمان محاصره بوداپست در جنگ جهانی دوم در ۱۸ ژانویه ۱۹۴۵ پل را منفجر کردند که از آن فقط برج‌هایش باقی ماند. پل در ۱۹۴۹ بازسازی و بازگشایی شد.

## نوسازی
در ابتدای فوریه ۲۰۲۱، مرکز حمل‌ونقل بوداپست قراردادی به ارزش ۱۸٫۸ میلیارد فورینت جهت نوسازی پل امضا کرد؛ پل از تابستان ۲۰۲۱ به مدت یک سال و نیم بسته بود. این نوسازی بر روی ترمیم و محافظت در برابر خوردگی سازه‌های فلزی، بازسازی بدنه‌های مسیر، و همچنین تعمیر و جایگزینی قسمت‌های قدیمی، نورپردازی و تسهیل تردد عابران انجام پذیرفت. پل زنجیر پس از نوسازی در اوت ۲۰۲۳ برای تردد خودروها ممنوع شد؛ فقط عابران، دوچرخه‌سواران و وسایل نقلیه عمومی حق عبور از آن دارند.

## نگارخانه

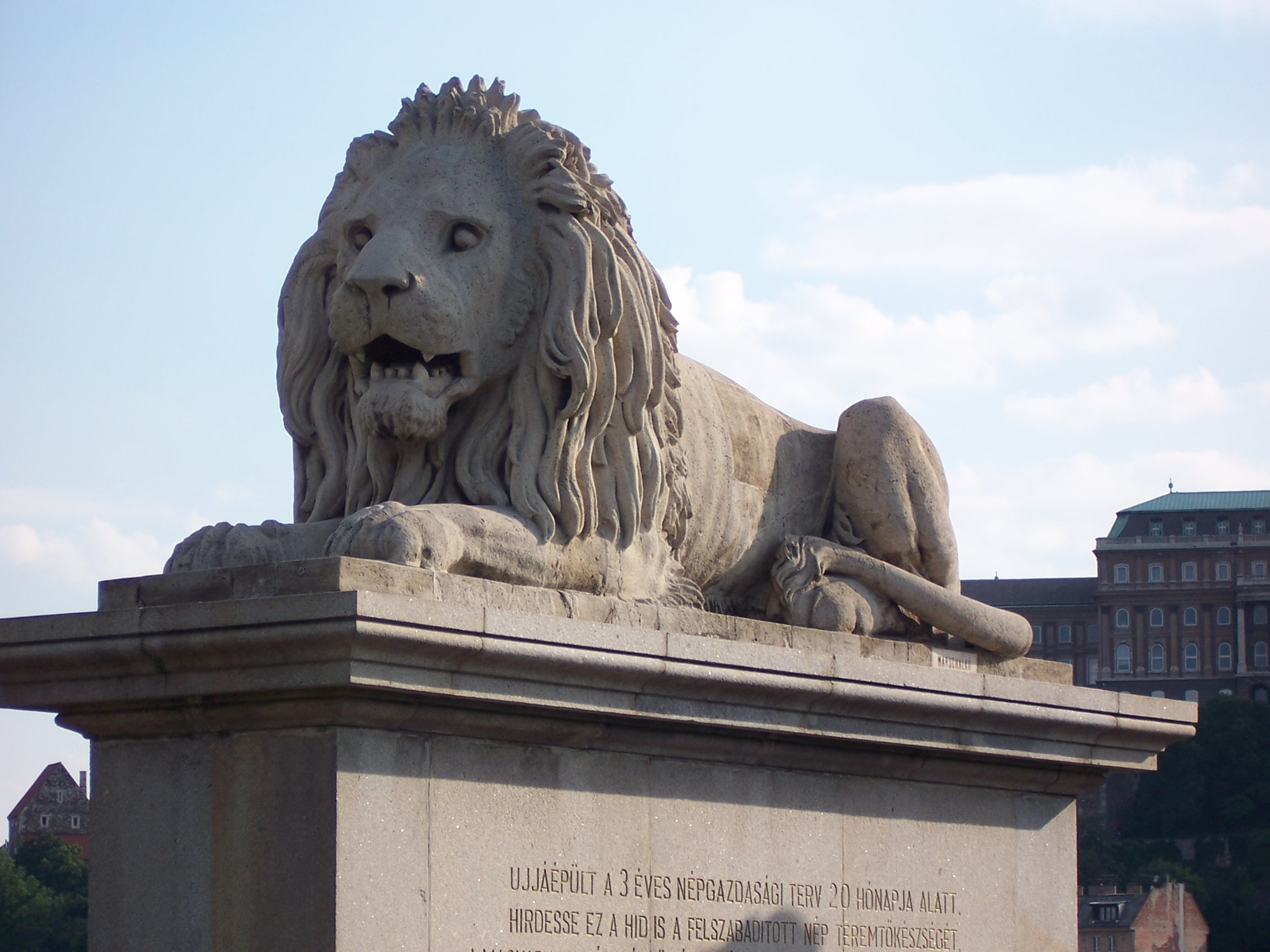
یکی از شیرهای نگهبان در کنار پل
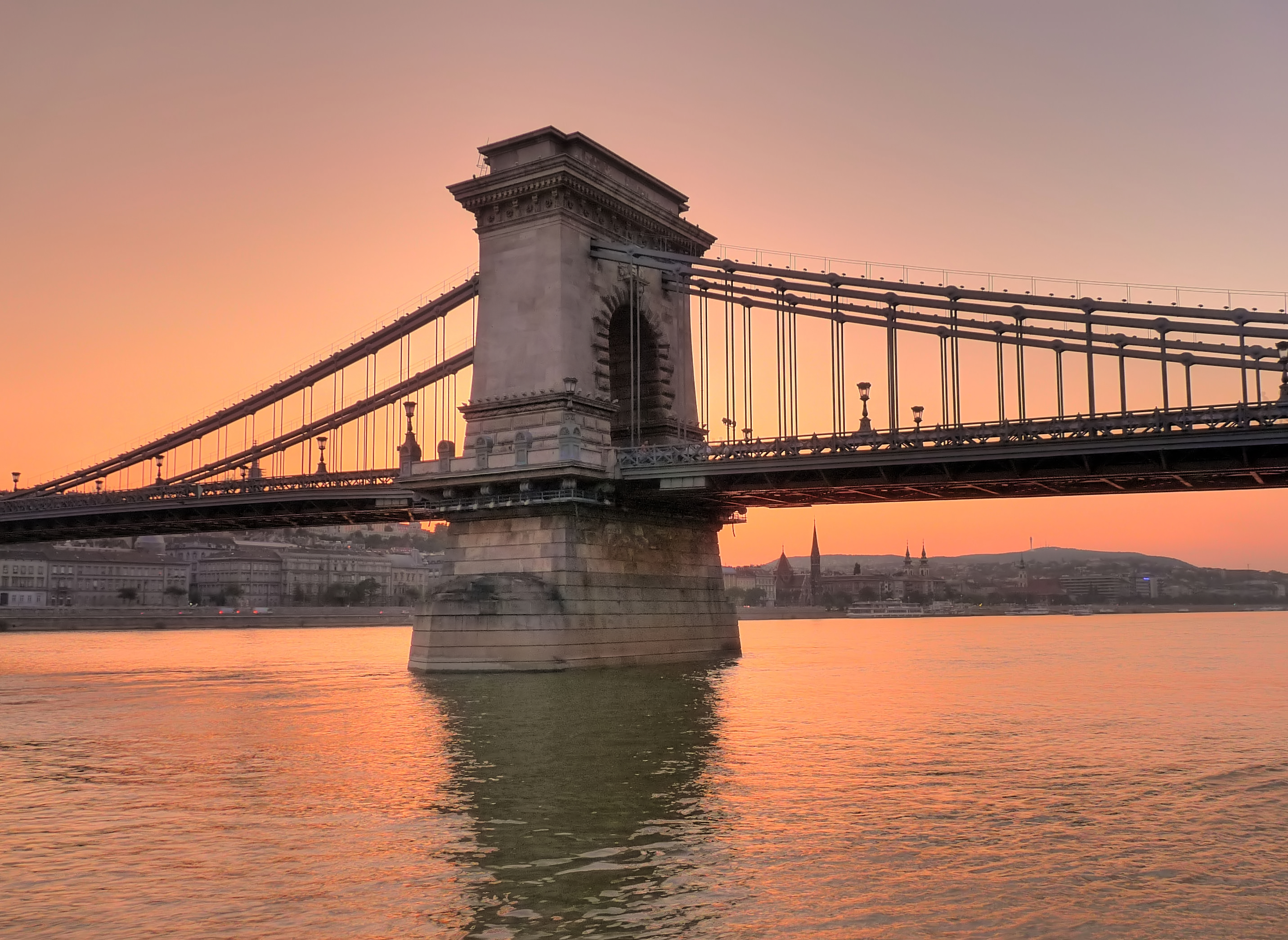
پل در غروب آفتاب
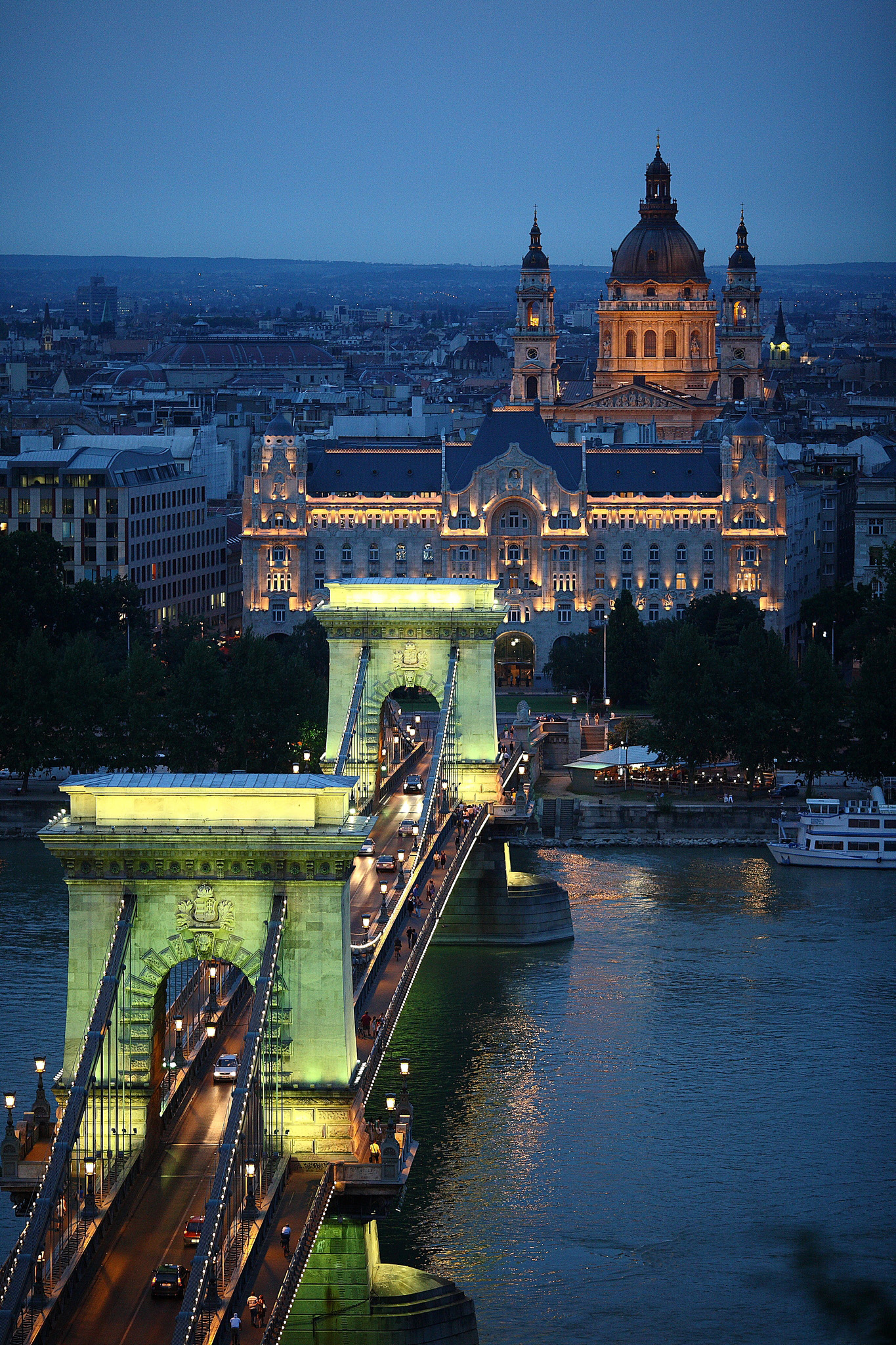
پل با رنگ‌های سبز، چند ثانیه پس از روشن کردن چراغ ها
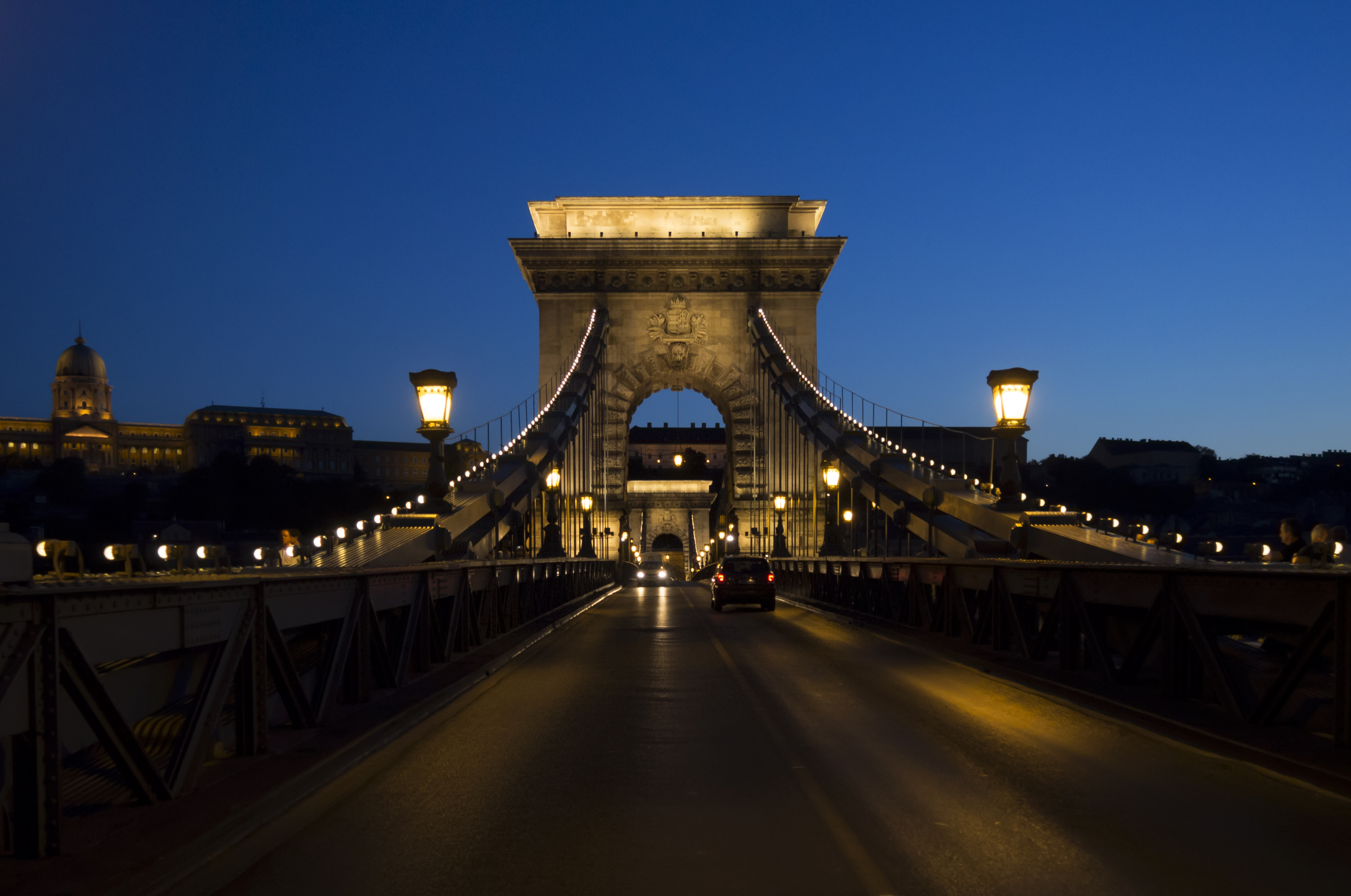
روی پل هنگام شب
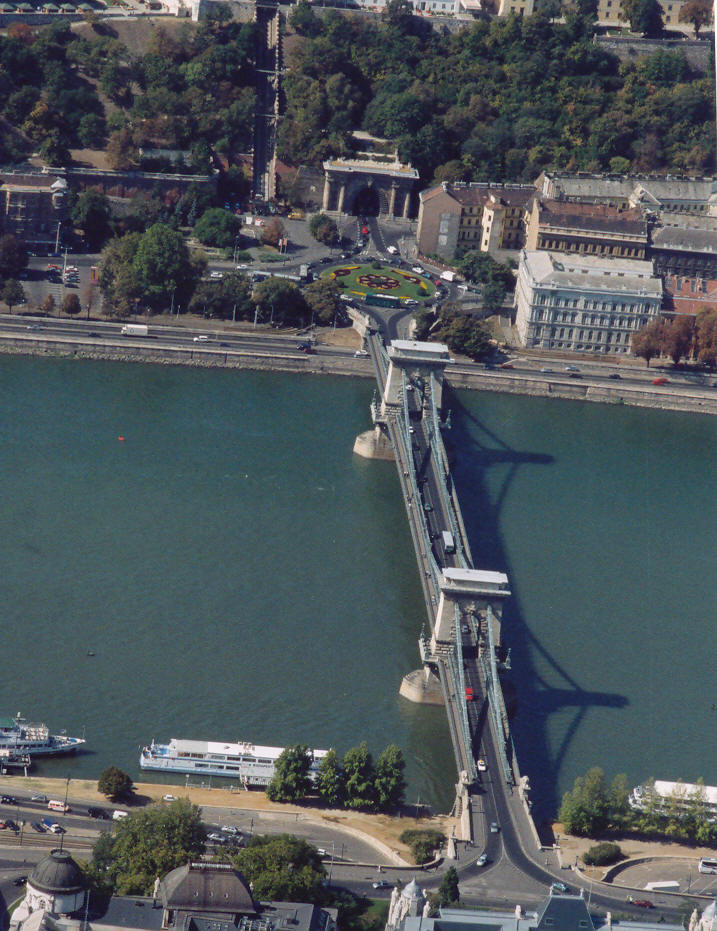
نگاره هوایی از پل زنجیر بر روی رود دانوب
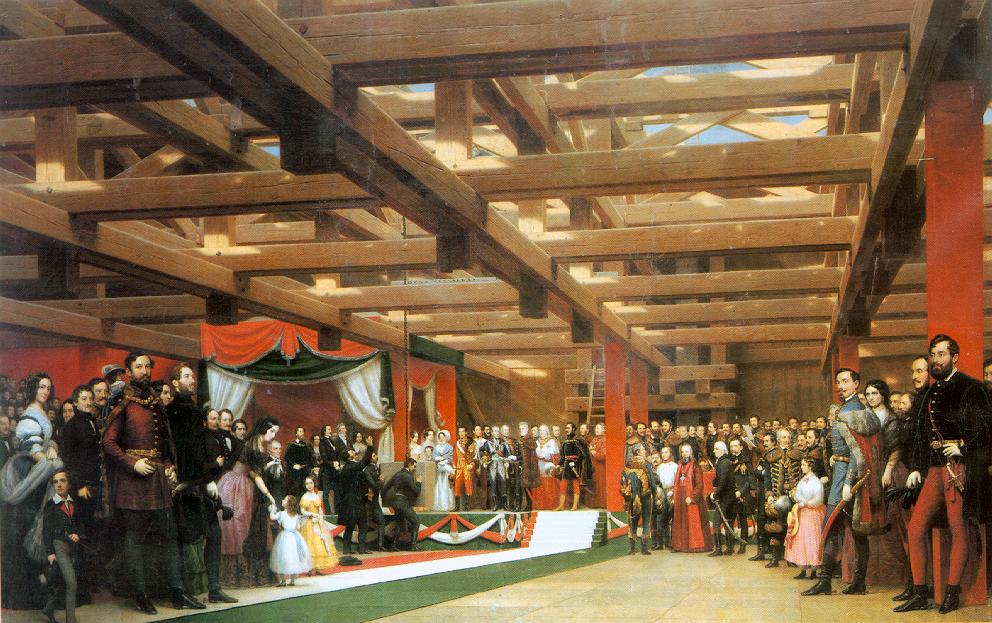
مراسم گذاشتن سنگ بنای پل، نقاشی از میکلوش باراباش ۱۸۶۴